# Seaside (Oregon)
Seaside és una població dels Estats Units a l'estat d'Oregon. Segons el cens del 2000 tenia 5.900 habitants.

## Demografia
Segons el cens del 2000, Seaside tenia 5.900 habitants, 2.656 habitatges, i 1.511 famílies. La densitat de població era de 590,2 habitants per km².
Dels 2.656 habitatges en un 25,1% hi vivien nens de menys de 18 anys, en un 39,6% hi vivien parelles casades, en un 12,8% dones solteres, i en un 43,1% no eren unitats familiars. En el 35,5% dels habitatges hi vivien persones soles el 14,8% de les quals corresponia a persones de 65 anys o més que vivien soles. El nombre mitjà de persones vivint en cada habitatge era de 2,17 i el nombre mitjà de persones que vivien en cada família era de 2,76.
Per edats la població es repartia de la següent manera: un 21,4% tenia menys de 18 anys, un 8,4% entre 18 i 24, un 26% entre 25 i 44, un 25,1% de 45 a 60 i un 19,1% 65 anys o més.
L'edat mediana era de 41 anys. Per cada 100 dones de 18 o més anys hi havia 86,5 homes.
La renda mediana per habitatge era de 31.074$ i la renda mediana per família de 40.957$. Els homes tenien una renda mediana de 29.400$ mentre que les dones 21.913$. La renda per capita de la població era de 17.893$. Aproximadament l'11,6% de les famílies i el 15,6% de la població estaven per davall del llindar de pobresa.

## Poblacions més properes
El següent diagrama mostra les poblacions més properes.